# Jarl André Storbæk
Jarl André Storbæk (født 21. september 1978) er en norsk fodboldspiller, der spiller for Nybergsund.

## Karriere
Han er opvokset i Ljørdalen i Trysil, og har tidligere spillet for blandt andet Vålerenga i Tippeligaen. Han har spillet 17 A-landskampe for det norske fodboldlandshold, samt 28 kampe for aldersbestemte landshold.

### SønderjyskE
I sommeren 2010 hentede den danske Superligaklub SønderjyskE Storbæk til klubben som erstatning for islændingen Sölvi Ottesen, der netop var blevet solgt til FC København. Storbæk ankom til SønderjyskE på en fri transfer fra den græske klub Panetolikos F.C.. Storbæk spillede fast i klubben indtil han forlod den efter to sæsoner til fordel for Strømsgodset.

### Strømsgodset
Den 27. august meddelte SønderjyskE, at de var blevet enige med den norske klub Strømsgodset om et øjeblikkeligt salg af Storbæk, der fik en 2½ årig kontrakt i klubben.